# Élénkvörös galambgomba
Az élénkvörös galambgomba (Russula laeta) a galambgombafélék családjába tartozó, Európában honos, lomberdőkben élő, ehető gombafaj.

## Megjelenése
Az élénkvörös galambgomba kalapja 3-7 cm széles, alakja fiatalon domború, majd laposan vagy kissé benyomottan kiterül. Színe egészen fiatalon elefáncsontfehér rózsás foltokkal, majd világospiros, rózsaszínes vagy narancsos árnyalattal, idősen téglavörös, a közepétől okkeresen vagy sárgásan kifakul. Széle idősen röviden bordázott. Felszíne kissé egyenetlen, megszáradva néha ráncos; nedvesen némileg tapadós, fényes. A kalapbőr a kalap felén túl lehúzható. 
Húsa kemény, törékeny; színe fehér, sérülésre nem változik. Szaga kissé gyümölcsös vagy muskátliszerű, néha enyhén gyantás; íze kellemes, a kalapbőr alatt ritkán kissé csípős lehet. Fenollal barnás-borvöröses, vas (II)-szulfáttal rózsás-narancsos, guajakkal zöldes színreakciót. 
Viszonylag sűrű, törékeny lemezei tönkhöz nőttek, kereszterek köthetik össze őket. Színük eleinte krémszín, majd sárgás. 
Tönkje 3-6 cm magas és 1-1,5 cm vastag. Alakja hengeres vagy kissé bunkós. Felszíne finoman hosszában ráncolt. Színe fehér, néha kissé szürkés, ritkán részlegesen rózsaszínes. 
Spórapora sárga. Spórája tojásdad, közepesen nagy tüskékkel díszített, amelyek között nincsenek vagy alig vannak összekötő gerincek; mérete 6-9 x 5,5-8 µm. 

### Hasonló fajok
A cifra galambgomba, a keserű galambgomba, a rózsástönkű galambgomba, a rézvörös galambgomba és a téglavörös galambgomba hasonlít hozzá.  

## Elterjedése és termőhelye
Európában honos. 
Száraz lomberdőkben (pl. tölgy, gyertyán, gesztenye alatt) található meg, inkább meszes talajon. Júliustól októberig terem.  

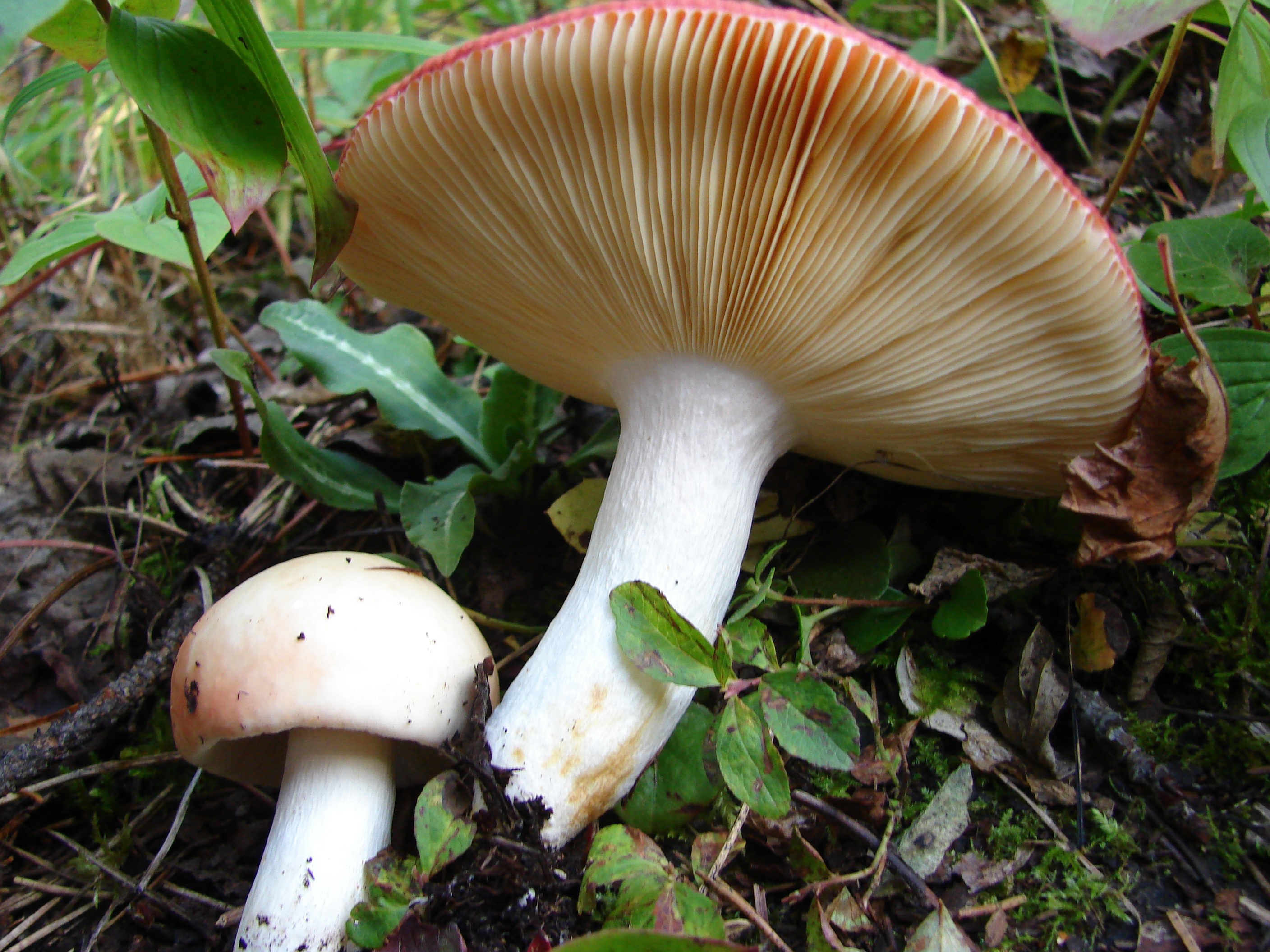
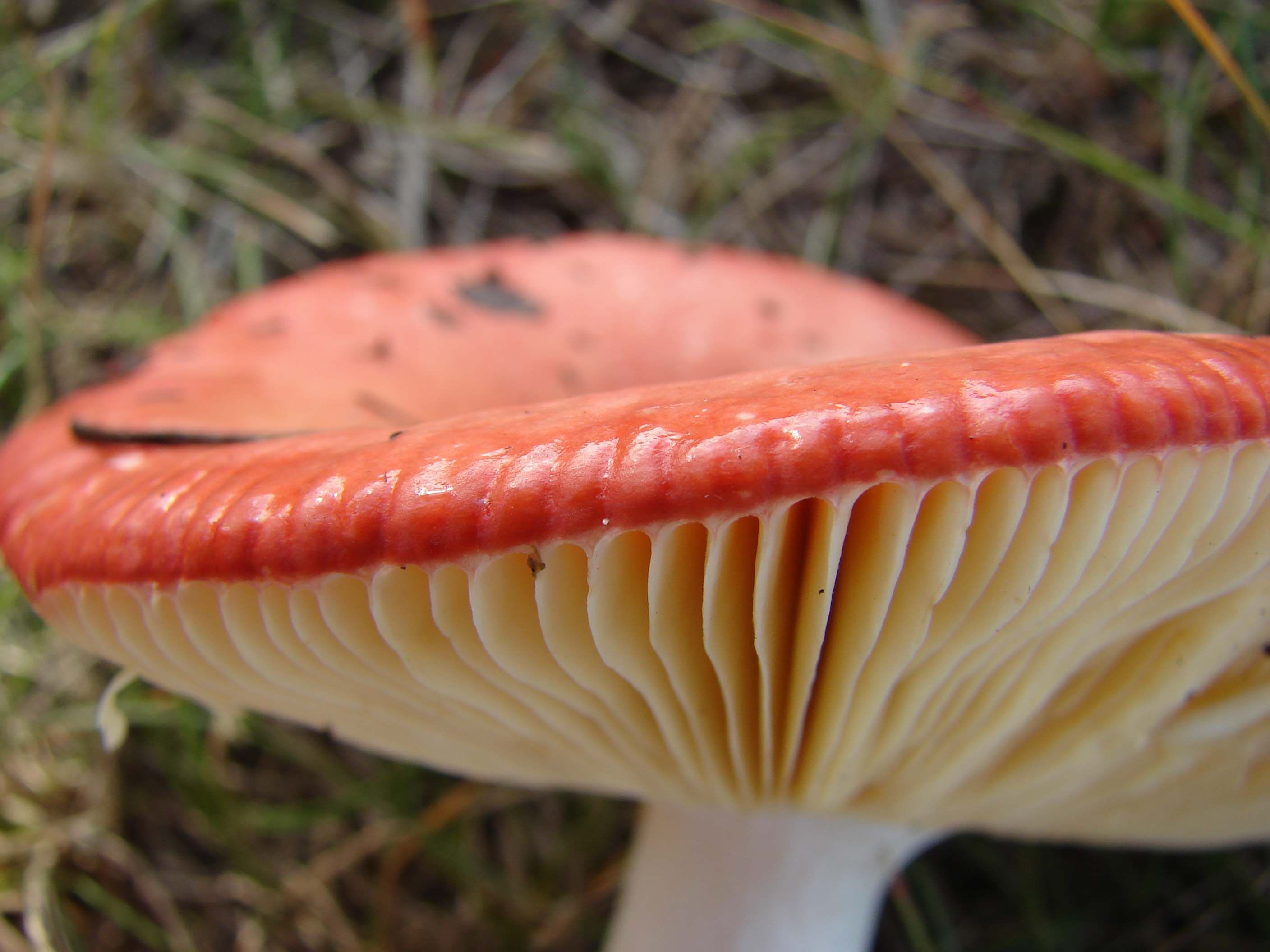
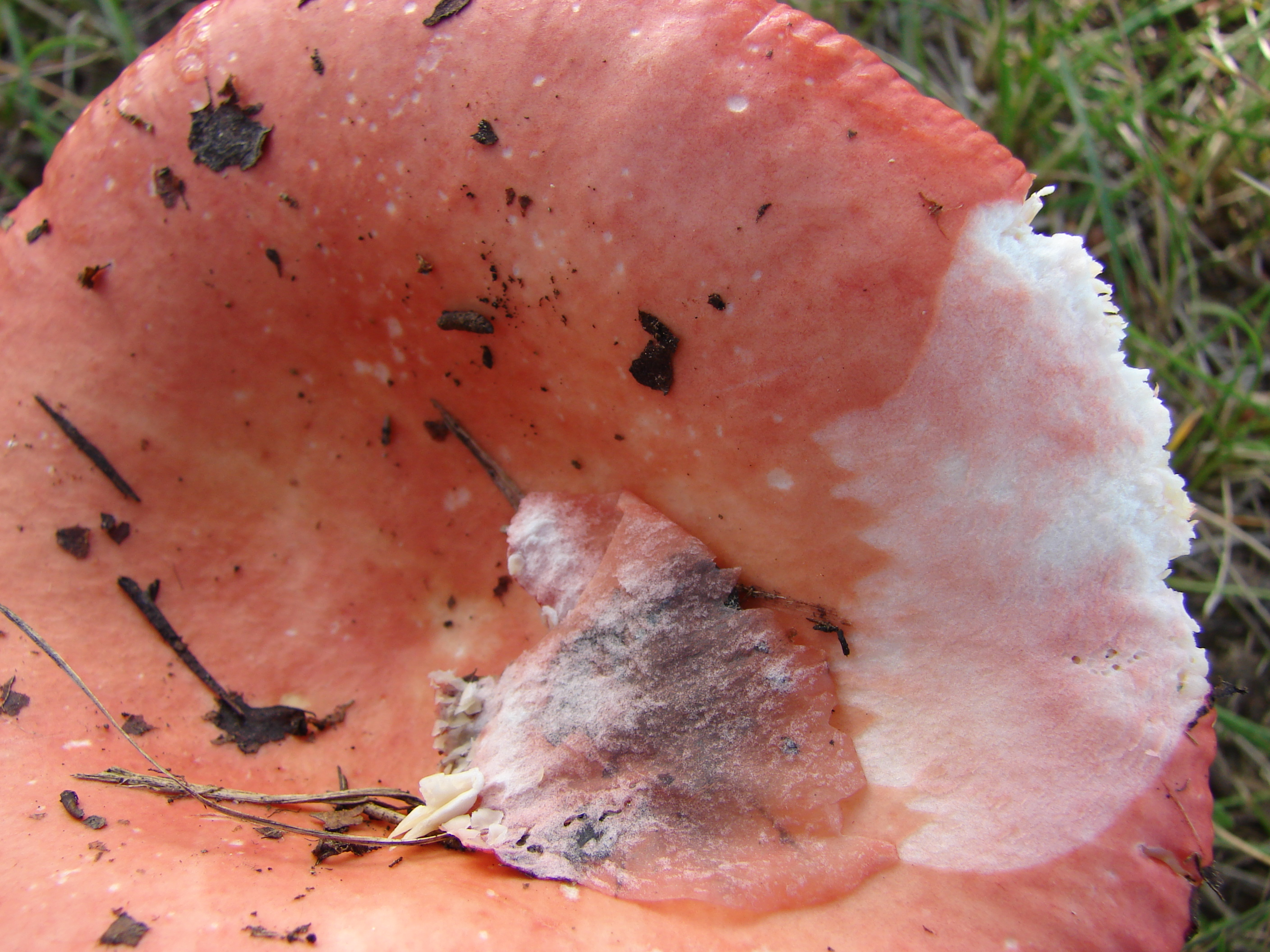

Ehető.